# Lemont (Illinois)
Lemont es una villa ubicada en el condado de Cook en el estado estadounidense de Illinois. En el Censo de 2010 tenía una población de 16000 habitantes y una densidad poblacional de 739,75 personas por km².

## Geografía
Lemont se encuentra ubicada en las coordenadas 41°40′2″N 87°59′4″O / 41.66722, -87.98444. Según la Oficina del Censo de los Estados Unidos, Lemont tiene una superficie total de 21.63 km², de la cual 20.63 km² corresponden a tierra firme y (4.6%) 0.99 km² es agua.

## Demografía
Según el censo de 2010, había 16000 personas residiendo en Lemont. La densidad de población era de 739,75 hab./km². De los 16000 habitantes, Lemont estaba compuesto por el 95.88% blancos, el 0.36% eran afroamericanos, el 0.09% eran amerindios, el 1.63% eran asiáticos, el 0.01% eran isleños del Pacífico, el 0.93% eran de otras razas y el 1.11% pertenecían a dos o más razas. Del total de la población el 5.14% eran hispanos o latinos de cualquier raza.